# ورزشگاه شهرداری آکر
ورزشگاه شهرداری آکر (به لاتین: Acre Municipal Stadium) یک ورزشگاه در اسرائیل است که در عکا واقع شده‌است.